# Ptenothrix
Genre
Ptenothrix est un genre de collemboles de la famille des Dicyrtomidae.

## Liste des espèces
Selon Checklist of the Collembola of the World (version du 15 août 2019) :
- Ptenothrix albosignata (Parona, 1888)
- Ptenothrix annulata Lin & Xia, 1985
- Ptenothrix argentina Delamare Deboutteville & Massoud, 1963
- Ptenothrix atra (Linnæus, 1758)
- Ptenothrix australis Snider, 1990
- Ptenothrix beta (Christiansen & Bellinger, 1981)
- Ptenothrix blidana Bretfeld, 2001
- Ptenothrix borincana Soto-Adames, 1988
- Ptenothrix brasiliensis Delamare Deboutteville & Massoud, 1963
- Ptenothrix brouquissei Nayrolles, 1989
- Ptenothrix californica (Christiansen & Bellinger, 1981)
- Ptenothrix castanea Snider, 1985
- Ptenothrix catenata (Schött, 1921)
- Ptenothrix cavicola Cassagnau & Delamare Deboutteville, 1955
- Ptenothrix ciliata Stach, 1957
- Ptenothrix ciliophora Yosii & Lee, 1963
- Ptenothrix corynophora Börner, 1909
- Ptenothrix curvilineata (Wray, 1949)
- Ptenothrix deharvengi Nayrolles, 1989
- Ptenothrix delongi (Christiansen & Bellinger, 1981)
- Ptenothrix denticulata (Folsom, 1899)
- Ptenothrix denticulata Yosii, 1954 nec Folsom, 1899
- Ptenothrix dinghuensis Lin & Xia, 1985
- Ptenothrix dominicana Mari Mutt, 1977
- Ptenothrix dorsalis (Reuter, 1876)
- Ptenothrix fiscellata Handschin, 1925
- Ptenothrix flavescens (Axelson, 1905)
- Ptenothrix fuscamaculata Bretfeld & Trinklein, 2000
- Ptenothrix gaoligongshanensis Itoh & Zhao, 2000
- Ptenothrix gibbosa Börner, 1906
- Ptenothrix gracilicornis (Schäffer, 1898)
- Ptenothrix hawaiiensis Snider, 1990
- Ptenothrix higashihirajii Yosii, 1965
- Ptenothrix higumai Yosii, 1965
- Ptenothrix himalayensis Yosii, 1966
- Ptenothrix huangshanensis Chen & Christiansen, 1996
- Ptenothrix iriomotensis Uchida, 1965
- Ptenothrix janthina Börner, 1909
- Ptenothrix keralae Prabhoo, 1971
- Ptenothrix kuraschvilii Djanaschvili, 1970
- Ptenothrix lactea Uchida, 1953
- Ptenothrix leucostrigata Stach, 1957
- Ptenothrix macomba Wray, 1967
- Ptenothrix maculosa (Schött, 1891)
- Ptenothrix marmorata (Packard, 1873)
- Ptenothrix mongolica Yosii, 1954
- Ptenothrix monochroma Yosii & Lee, 1963
- Ptenothrix narumii Uchida, 1940
- Ptenothrix nigricornis (Ionesco, 1916)
- Ptenothrix ocellata (Becker, 1902)
- Ptenothrix palawanensis Yosii, 1969
- Ptenothrix palmata (Folsom, 1902)
- Ptenothrix palmisetacea Lin & Feng, 1985
- Ptenothrix plumiseta Kang & Lee, 2005
- Ptenothrix quadrangularis (Mills, 1934)
- Ptenothrix renateae (Snider, 1985)
- Ptenothrix reticulata Stach, 1957
- Ptenothrix rubra Bretfeld & Trinklein, 2000
- Ptenothrix ryoheii Uchida, 1953
- Ptenothrix saxatilis Yosii & Lee, 1963
- Ptenothrix setosa (Krausbauer, 1898)
- Ptenothrix simplificata Stach, 1957
- Ptenothrix sinensis Lin & Feng, 1985
- Ptenothrix texensis (Packard, 1873)
- Ptenothrix tranvansoii Yoshii, 1994
- Ptenothrix tricycla Uchida, 1953
- Ptenothrix tsutsuii Yosii, 1955
- Ptenothrix unicolor (Harvey, 1893)
- Ptenothrix unicolor Bueker, 1939 nec Harvey, 1893
- Ptenothrix utingae Arlé & Guimaraes, 1976
- Ptenothrix vinnula Uchida, 1957
- Ptenothrix violacea Handschin, 1929
- Ptenothrix violaceopa Hüther, 1967
- Ptenothrix vittata (Folsom, 1896)
- Ptenothrix yakushimana Yosii, 1965
- Ptenothrix yunnana Itoh & Zhao, 2000

## Publication originale
- Börner, 1906 : Das System der Collembolen nebst Beschreibung neuer Collembolen des Hamburger Naturhistorischen Museums. Mitteilungen aus dem Naturhistorischen Museum in Hamburg, vol. 23, p. 147-188 (texte intégral).